# 曾天養
曾天養（？—1854年），清廣西桂平人，太平天國將領。
他早年加入拜上帝會，金田起義時，他已年過五十。初任御林侍衛，建都天京後先後任指揮、檢點，官至秋官又正丞相。1854年初，曾天養在湖北黃州擊敗清軍，湖廣總督吳文鎔戰死。曾天養隨太平軍入湖南，其後退守岳州。8月9日在附近的城陵磯擊破敵軍水師，殺湘軍水師將領褚汝航。8月11日遇湘軍塔齊布部，曾天養戰死。